# شرک ۲
شرک ۲ (به انگلیسی: Shrek 2) فیلمی پویانمایی فانتزی کمدی آمریکایی محصول سال ۲۰۰۴ است که بر اساس کتاب مصور کودکان در سال ۱۹۹۰ به نام شرک! نوشته ویلیام استیگ ساخته شده است. اندرو آدامسون، کلی اشبری و کنراد ورنن (در اولین کارگردانی بلند ورنن) کارگردانی فیلم را بر اساس فیلم‌نامه‌ای توسط آدامسون، جو استیلمن و تیم نویسندگی دیوید استم و دیوید ان. وایس برعهده دارند. این دنباله شرک (۲۰۰۱) و دومین قسمت از مجموعه فیلم‌های شرک است. مایک مایرز، ادی مورفی و کامرون دیاز بازیگران اصلی فیلم هستند که به ترتیب صداپیشگی شرک، خر و پرنسس فیونا را برعهده دارند. شخصیت‌های جدیدی با صداپیشگی آنتونیو باندراس، جولی اندروز، جان کلیز، روپرت اورت و جنیفر ساندرز به آنها ملحق می‌شوند. شرک ۲ به دنبال وقایع فیلم اول اتفاق می‌افتد، شرک و خر با پدر و مادر فیونا ملاقات می‌کنند و فرشته نجات متعصب که می‌خواد فیونا با پسرش پرنس چارمینگ ازدواج کند، برای خراب کردن ازدواج شرک و فیونا نقشه می‌کشد. شرک و خر با یک گربه شمشیردار به نام گربه چکمه‌پوش متحد می‌شوند تا نقشه او را خنثی کنند.
توسعه فیلم در سال ۲۰۰۱ آغاز شد و پس از اختلافاتی با تهیه‌کنندگان، تد الیوت و تری روسیو، فیلم‌نامه‌نویسان فیلم اول، با آدامسون جایگزین شدند. داستان این فیلم از حدس بزن چه کسی برای شام می‌آید (۱۹۶۷) الهام گرفته شد و ابزارهای جدید پویانمایی برای بهبود ظاهر بصری شخصیت‌ها، به‌ویژه «گربه چکمه‌پوش»، به کار گرفته شد. بازیگران اصلی نیز افزایش قابل توجهی در دستمزد خود داشتند و هر یک مبلغ ۱۰ میلیون دلار دریافت کردند که در آن زمان از بالاترین قراردادهای دوران حرفه‌ای آنها به‌شمار می‌رفت. مانند فیلم قبلی، شرک ۲ نیز به نقیضه فیلم‌های دیگر مبتنی بر قصه پریان می‌پردازد و به فرهنگ عامه آمریکا ارجاعات متعددی دارد. این فیلم به یاد خالق شرک، ویلیام استیگ، که در ۳ اکتبر ۲۰۰۳، هشت ماه پیش از انتشار فیلم درگذشت، تقدیم شده است.
شرک ۲ برای اولین بار در ۱۵ مه ۲۰۰۴ در جشنواره فیلم کن ۲۰۰۴ به نمایش درآمد، جایی که برای نخل طلا رقابت کرد و سپس در ۱۹ مه توسط دریم‌ورکس پیکچرز در سینماها اکران شد. مانند فیلم قبلی، این اثر نیز با نقدهای مثبت منتقدان روبه‌رو شد و توسط بسیاری از افراد به‌عنوان یکی از بهترین دنباله‌های سینمایی ساخته‌شده شناخته می‌شود. این فیلم با فروش جهانی ۹۳۵ میلیون دلار، موفقیت چشمگیری داشت. همچنین، در زمان اکران خود، دومین افتتاحیه سه‌روزه بزرگ در تاریخ ایالات متحده و بزرگ‌ترین افتتاحیه یک فیلم پویانمایی را به نام خود ثبت کرد. این فیلم به پرفروش‌ترین فیلم سال ۲۰۰۴ و چهارمین فیلم پرفروش تمام دوران تا زمان اکرانش تبدیل شد. شرک ۲ همچنان پرفروش‌ترین اثر دریم‌ورکس انیمیشن و پرفروش‌ترین فیلم منتشرشده توسط دریم‌ورکس پیکچرز است و همچنین تا سال ۲۰۱۰، عنوان پرفروش‌ترین فیلم پویانمایی جهان را داشت، تا اینکه داستان اسباب‌بازی ۳ از استودیوی انیمیشن پیکسار از آن پیشی گرفت. این فیلم نامزد دریافت دو جایزه اسکار برای بهترین فیلم پویانمایی و بهترین ترانه اصلی شد و موسیقی متن آن نیز در رتبه‌بندی ۱۰ آلبوم برتر بیلبورد ۲۰۰ ایالات متحده قرار گرفت. دو دنباله دیگر–شرک ۳ (۲۰۰۷) و شرک برای همیشه (۲۰۱۰)–به زودی ساخته شدند. شخصیت گربه چکمه‌پوش که اولین بار در این فیلم معرفی شد، به مجموعه‌ای مستقل از آثار اسپین‌آف دست یافت–گربه چکمه‌پوش (۲۰۱۱)، مجموعه ماجراهای گربه چکمه‌پوش (۲۰۱۵–۲۰۱۸) و فیلم گربه چکمه‌پوش: آخرین آرزو (۲۰۲۲).

## داستان
شرک و پرنسس فیونا که تازه ازدواج کرده‌اند، پس از بازگشت از ماه عسل متوجه می‌شوند که والدین فیونا آنها را برای شرکت در یک مهمانی سلطنتی به منظور جشن گرفتن ازدواجشان دعوت کرده‌اند. فیونا، با وجود بی‌میلی شرک، او را قانع می‌کند که این دعوت را بپذیرند. آنها همراه با خر به سرزمین خیلی خیلی دور سفر می‌کنند. زمانی که فیونا و شرک با والدین فیونا، پادشاه هارولد و ملکه لیلیان، ملاقات می‌کنند، آنها با دیدن ظاهر غول‌آسای فیونا و شرک شوکه می‌شوند، به‌ویژه هارولد که به شدت از شرک بیزار است. سر میز شام، بین شرک و هارولد بحث تندی درمی‌گیرد و فیونا که از رفتار آنها ناراحت شده است، به اتاق خود پناه می‌برد. شرک نگران است که در حال از دست دادن فیونا باشد، به‌ویژه بعد از اینکه دفترچه خاطرات دوران کودکی او را پیدا می‌کند و متوجه می‌شود که فیونا زمانی به شدت دلبسته پرنس چارمینگ بوده است.
پادشاه هارولد در خفا توسط فرشته نجات مورد سرزنش قرار می‌گیرد، زیرا او ترتیب ازدواج پرنس چارمینگ، پسر فرشته نجات، با فیونا را داده بود. فرشته نجات به هارولد دستور می‌دهد که از شر شرک خلاص شود، در غیر این صورت پایان خوش زندگی خود را از دست خواهد داد. بنابراین، هارولد با گربه چکمه‌پوش که یک قانون‌شکن محلی است، نقشه می‌کشد تا شرک را به قتل برساند.
پس از شکست خوردن در مبارزه با شرک، گربه فاش می‌کند که توسط هارولد برای کشتن او استخدام شده بود، اما پیشنهاد می‌دهد که به عنوان یک متحد به آنها بپیوندد. شرک، خر و گربه به صورت مخفیانه وارد کارخانه فرشته نجات می‌شوند و یک معجون «خوشحالی ابدی» می‌دزدند که شرک فکر می‌کند او را برای فیونا به اندازه کافی خوب خواهد کرد. شرک و خر معجون را می‌نوشند، اما وقتی متوجه می‌شوند که هیچ تغییری رخ نمی‌دهد، ناامید شده و به خواب می‌روند. در همین حال، در سرزمین خیلی خیلی دور، فیونا آماده می‌شود تا شرک را پیدا کند و به خانه بازگردند، اما او نیز به طور ناگهانی به خواب می‌رود.
صبح روز بعد، شرک، خر و فیونا بیدار می‌شوند و متوجه می‌شوند که شرک و فیونا از حالت غول به انسان تبدیل شده‌اند و خر نیز به یک نریان سفید تبدیل شده است. برای اینکه این تغییر دائمی شود، شرک باید تا نیمه‌شب فیونا را ببوسد. شرک، خر و گربه به قلعه بازمی‌گردند، اما فرشته نجات که از سرقت معجون مطلع شده است، چارمینگ را می‌فرستد تا در نقش شرک انسانی ظاهر شود و عشق فیونا را به دست آورد. به توصیه فرشته نجات، شرک قلعه را ترک می‌کند، زیرا فکر می‌کند بهترین راه برای خوشحال کردن فیونا این است که او را رها کند.
فیونا نسبت به چارمینگ مشکوک است؛ بنابراین، برای اطمینان از ازدواج آن دو، فرشته نجات به هارولد یک معجون عشق می‌دهد تا آن را در چای فیونا بریزد. این گفت‌وگو توسط شرک، خر و گربه شنیده می‌شود، اما بلافاصله توسط شوالیه‌های سلطنتی دستگیر می‌شوند، زیرا خر به‌طور ناخواسته حضورشان را فاش می‌کند. در حالی که جشن آغاز می‌شود، موجودات افسانه‌ای که شرک و خر در ماجراجویی قبلی خود با آنها آشنا شده بودند، به سیاه‌چال می‌آیند و آنها را نجات می‌دهند. سپس، با کمک مونگو، یک مرد زنجفیلی غول‌پیکر و زنده که توسط مرد مافین ساخته شده است، همه با هم به قلعه حمله می‌کنند.
شرک نمی‌تواند مانع چارمینگ از بوسیدن فیونا شود، اما به جای اینکه فیونا عاشق او شود، او چارمینگ را بیهوش می‌کند. در این لحظه، هارولد فاش می‌کند که فنجان چای آلوده فیونا را با فنجان خودش عوض کرده و تصمیم گرفته است که این نقشه را اجرا نکند. فرشته نجات، خشمگین از این اتفاق، سعی می‌کند با استفاده از طلسم عصای جادویی‌اش، شرک را هدف قرار دهد. اما هارولد جلوی طلسم می‌ایستد و به قورباغه‌ای که در واقع همان شاهزاده قورباغه است، بازمی‌گردد. باقی طلسم به زره سینه او برخورد کرده و به سمت فرشته نجات برمی‌گردد و او را به حباب‌هایی تبدیل می‌کند که از بین می‌روند.
با نابودی فرشته نجات، هارولد از شرک و فیونا عذرخواهی می‌کند و اعتراف می‌کند که سال‌ها پیش از معجون «خوشحالی ابدی» برای جلب عشق لیلیان استفاده کرده بود. او ازدواج شرک و فیونا را تأیید می‌کند، در حالی که لیلیان به او اطمینان می‌دهد که همچنان عاشق اوست. هنگامی که ساعت به نیمه‌شب می‌رسد، فیونا پیشنهاد شرک برای باقی ماندن در قالب انسان را رد می‌کند، و هر دو دوباره به غول تبدیل می‌شوند، در حالی که خر نیز به حالت عادی خود بازمی‌گردد. در صحنه‌ای پس از تیتراژ، اژدها، که به تازگی با الاغ ازدواج کرده است، فاش می‌کند که اکنون صاحب چندین نوزاد دورگه اژدها-خر شده‌اند.

## صداپیشگان
- مایک مایرز در نقش شرک
- ادی مورفی در نقش خر
- کامرون دیاز در نقش پرنسس فیونا
- جولی اندروز در نقش ملکه لیلیان
- آنتونیو باندراس در نقش گربه چکمه پوش
- جان کلیز در نقش پادشاه هارولد
- جنیفر ساندرز در نقش فرشته نجات
- روپرت اورت در نقش شاهزاده چارمینگ
- جون ریورز در نقش گوینده فرش قرمز
  - کیت تورنتون صدای نسخه بریتانیایی را ارائه می‌دهد
- لری کینگ در نقش دوریس خواهر ناتنی زشت
  - جاناتان راس صدای نسخه بریتانیایی را ارائه می‌دهد
- آرون وارنر در نقش گرگ بد بزرگ
- کودی کامرن در نقش:
  - پینوکیو
  - سه خوک کوچک
- کریستوفر نایتز و سایمون جی. اسمیت در نقش سه موش کور
- کنراد ورنن در نقش:
  - جینجی
  - مرد مافین
  - مونگو
  - سدریک
  - گوینده
- کریس میلر در نقش آینه جادویی
- مارک موزلی در نقش لباس‌کار
- کلی کونی سیللا در نقش کارمند فست فود
- کلی اشبری در نقش:
  - صفحه
  - جن
  - نجیب‌زاده
  - پسر نجیب‌زاده
- اندرو آدامسون در نقش کاپیتان نگهبان

## تولید
در سال ۲۰۰۱، اندکی پس از موفقیت فیلم اصلی شرک، مایک مایرز، ادی مورفی و کامرون دیاز برای صداپیشگی دنباله این فیلم، مبلغ ۱۰ میلیون دلار به‌عنوان پیش‌پرداخت مذاکره کردند. این افزایش حقوق، جهش قابل‌توجهی نسبت به دستمزد ۳۵۰ هزار دلاری بود که هرکدام از این سه نفر برای فیلم اول دریافت کرده بودند. به گفته جفری کاتزنبرگ، تهیه‌کننده اجرایی شرک ۲ و یکی از بنیان‌گذاران دریم‌ورکس پیکچرز که این مذاکرات را رهبری می‌کرد، این پرداخت احتمالاً بالاترین دستمزدی بود که این بازیگران در تمام دوران حرفه‌ای خود دریافت کرده بودند. هرکدام از بازیگران انتظار می‌رفت بین ۱۵ تا ۱۸ ساعت برای این پروژه کار کنند. هزینه تولید این فیلم ۷۰ میلیون دلار بود.
کارگردان فیلم اول، اندرو آدامسون، برای کارگردانی شرک ۲ بازگشت. تد الیوت و تری روسیو، فیلم‌نامه‌نویسان و تهیه‌کنندگان مشترک فیلم اول، اصرار داشتند که دنباله فیلم یک افسانه سنتی باشد، اما پس از بروز اختلافاتی با تهیه‌کنندگان، پروژه را ترک کردند و آدامسون جایگزین آنها شد. نویسندگی او برای شرک ۲ از فیلم کمدی-درام حدس بزن چه کسی برای شام می‌آید محصول ۱۹۶۷ الهام گرفته شده بود و با کمک نویسندگان دیگر از جمله جو استیلمن (یکی از نویسندگان فیلم اول)، و دو نویسنده دیگر، جی. دیوید استم و دیوید ان. وایس، تکمیل شد. همچنین کارگردانان مشترک، کلی اشبری و کنراد ورنن، نیز در تولید این فیلم نقش داشتند؛ به‌طوری که دو نفر آخر بیشتر زمان تولید فیلم را در کالیفرنیای شمالی گذراندند، در حالی که آدامسون بیشتر وقت خود را در گلندیل، کالیفرنیا با صداپیشگان فیلم سپری کرد.
دریم‌ورکس تولید شرک ۲ را در سال ۲۰۰۱ آغاز کرد، حتی پیش از آنکه اولین فیلم شرک تکمیل شود. این استودیو تعداد بیشتری شخصیت انسانی به فیلم اضافه کرد و ظاهر و حرکات شخصیت‌ها را با استفاده از چندین سیستم جدید پویانمایی/رندرینگ بهبود داد. به‌ویژه، طراحی شخصیت گربه چکمه‌پوش نیازمند توسعه مجموعه کاملاً جدیدی از ابزارهای تولید فیلم بود تا ظاهر خز، کمربند و پر روی کلاه او را مدیریت کند. به‌ویژه خز گربه نیاز به ارتقاء در سیستم سایه‌زنی داشت. تمام تنظیمات مربوط به شخصیت‌ها در سه سال اول تولید فیلم تکمیل شد.
در نسخه اولیه‌ای از شرک ۲، شرک از تاج‌وتخت کناره‌گیری می‌کرد و انتخاباتی بر اساس داستان‌های افسانه‌ای برگزار می‌شد. کمپین پینوکیو بر پایه «صداقت» بود، در حالی که کمپین جینجی یک کمپین «تخریب» بود. آدامسون گفت که اگرچه این داستان ایده‌های خنده‌داری داشت، اما بیش از حد آشکارا طنزآمیز و سیاسی بود و بیشتر به‌جای احساساتی بودن، جنبه‌های فکری داشت. از نظر نورپردازی، شرک ۲ در مقایسه با فیلم اول، بسیار تاریک‌تر به نظر می‌رسد. طراحان برای بهبود غنای جزئیات و فضای فیلم از آثار گوستاو دوره، تصویرگر و حکاک فرانسوی قرن ۱۹، الهام گرفتند. به گفته طراح تولید گیوم آرتوس: «ما از تعداد زیادی نقاشی و تصاویر قرون وسطایی استفاده کردیم و تأثیرات شخصی من نیز شامل نقاشی‌های کلاسیک قرن ۱۵ و ۱۶ میلادی بود... طراحی شرک همیشه پیچشی از واقعیت است، بنابراین تلاش کردیم تا جایی که می‌توانیم جزئیات و جذابیت را در تصاویر فیلم بگنجانیم.»

## موسیقی متن
موسیقی متن شرک ۲ به‌طور کامل توسط هری گرگسون-ویلیامز ساخته شد. او که پیش‌تر موسیقی متن اولین فیلم شرک را نیز ساخته بود، با این پروژه پنجمین همکاری خود را با دریم‌ورکس انیمیشن رقم زد. این موسیقی متن به رتبه هشتم جدول بیلبورد ۲۰۰ ایالات متحده و رتبه اول جدول موسیقی متن ایالات متحده (بیلبورد) دست یافت. همچنین، در این آلبوم دو نسخه از آهنگ موفق دهه ۱۹۸۰ «در انتظار یک قهرمان» اثر بانی تایلر گنجانده شده است.

## انتشار
در آوریل ۲۰۰۴، فیلم شرک ۲ برای رقابت در بخش نخل طلا جشنواره فیلم کن ۲۰۰۴ انتخاب شد.
در ابتدا، اکران شرک ۲ برای ۱۸ ژوئن ۲۰۰۴ برنامه‌ریزی شده بود. سپس تاریخ اکران به ۲۱ مه ۲۰۰۴ تغییر یافت؛ اما به دلیل «تقاضای طرفداران»، این تاریخ دو روز دیگر جلوتر آمد و در نهایت در ۱۹ مه ۲۰۰۴ اکران شد. یک روز پیش از اکران در سینماها، پنج دقیقه ابتدایی فیلم از طریق برنامه یو-پیک لایو شبکه نیکلودئون پخش شد.
در اولین آخر هفته اکران در ایالات متحده، شرک ۲ در ۴,۱۶۳ سالن سینما نمایش داده شد و به اولین فیلمی تبدیل شد که تعداد سالن‌های نمایش آن از ۴,۰۰۰ عدد فراتر رفت. در روز اول اکران نیز در بیش از ۳,۷۰۰ سالن سینما به نمایش درآمد.
در ژوئیه ۲۰۱۴، حقوق توزیع فیلم توسط دریم‌ورکس انیمیشن از پارامونت پیکچرز (مالک کاتالوگ فیلم‌های دریم‌ورکس پیش از سال ۲۰۰۵) خریداری شد و به فاکس قرن بیستم منتقل شد. سپس در سال ۲۰۱۸ این حقوق به یونیورسال پیکچرز بازگشت.
در ۱۲ آوریل ۲۰۲۴، به مناسبت بیستمین سالگرد فیلم، شرک ۲ برای یک هفته در ایالات متحده به صورت سینمایی بازپخش شد.

### رسانه خانگی
شرک ۲ در ۵ نوامبر ۲۰۰۴ بر روی وی‌اچ‌اس و دی‌وی‌دی منتشر شد و در ۱۷ نوامبر ۲۰۰۵ برای گیم بوی ادونس ویدئو عرضه شد. این فیلم به یکی از پرفروش‌ترین نسخه‌های دی‌وی‌دی در تمام دوران تبدیل شد و با فروش بیش از ۳۷ میلیون نسخه، ۴۵۸ میلیون دلار درآمد کسب کرد.
نسخه‌ای با قابلیت سه‌بعدی‌سازی از این فیلم در ۱ دسامبر ۲۰۱۰ به‌صورت انحصاری با تلویزیون‌های منتخب سامسونگ و در قالب بلوری عرضه شد که شامل سه فیلم دیگر از این مجموعه نیز بود. نسخه غیرسه‌بعدی فیلم در ۷ دسامبر ۲۰۱۰ به‌عنوان بخشی از مجموعه جعبه‌ای شرک: کل داستان منتشر شد و در ۳۰ اوت ۲۰۱۱ یک نسخه ترکیبی بلوری/دی‌وی‌دی به‌صورت مستقل، همراه با دو فیلم دیگر این سری عرضه شد. نسخه سه‌بعدی مستقل بلوری نیز در ۱ نوامبر ۲۰۱۱ منتشر شد. نسخه دی‌وی‌دی این فیلم شامل دو تفسیر کامل است؛ یکی توسط کارگردانان مشترک کنراد ورنن و کلی اشبری، و دیگری توسط تهیه‌کننده آرون وارنر و تدوین‌گر مایکل اندروز. همچنین، شرک ۲ در ۲۲ نوامبر ۲۰۲۲ توسط سرگرمی خانگی یونیورسال پیکچرز در قالب اولترا اچ‌دی بلوری منتشر شد.

## بازخورد

### گیشه
این فیلم در افتتاحیه خود با فروش ۱۰۸ میلیون دلار از جمعه تا یکشنبه و ۱۲۹ میلیون دلار از زمان اکران در چهارشنبه، در جایگاه شماره ۱ قرار گرفت. این فیلم در آن زمان از ۴,۱۶۳ سینما (یک رکورد در آن دوره) اکران شد و به‌طور میانگین ۲۵,۹۵۲ دلار در هر سینما فروش داشت. در آن زمان، میزان فروش شرک ۲ در بازه جمعه تا یکشنبه دومین افتتاحیه برتر تاریخ بود و تنها پس از مرد عنکبوتی با ۱۱۴٫۸ میلیون دلار قرار داشت. همچنین، فروش روز شنبه این فیلم به ۴۴٫۸ میلیون دلار رسید که رکورد بیشترین فروش یک‌روزه را در آن زمان شکست و رکورد ۴۳٫۶ میلیون دلاری شنبه‌ نخست مرد عنکبوتی را پشت سر گذاشت. این فیلم در دومین آخر هفته‌ خود همچنان در جایگاه شماره ۱ باقی ماند و تعداد سینماهای آن به ۴,۲۲۳ افزایش یافت. در تعطیلات چهارروزه‌ یادبود، فیلم ۹۵٫۶ میلیون دلار دیگر فروش داشت و توانست با اختلاف کم، فیلم تازه‌اکران‌شده‌ پس‌فردا را که ۸۵٫۸ میلیون دلار فروخته بود، پشت سر بگذارد. این فیلم ۱۰ هفته متوالی در ۱۰ فیلم پرفروش هفته باقی ماند و تا ۲۹ ژوئیه در این فهرست حضور داشت. این فیلم در مجموع ۱۴۹ روز (حدود ۲۱ هفته) در سینماها نمایش داده شد و در ۲۵ نوامبر ۲۰۰۴ از پرده پایین آمد. این فیلم در ۲ ژوئیه ۲۰۰۴ در بریتانیا اکران شد و به مدت دو هفته در صدر گیشه این کشور قرار داشت، تا اینکه مرد عنکبوتی ۲ جایگاه آن را تصاحب کرد.
این فیلم در مجموع ۴۴۱٫۲ میلیون دلار در بازار داخلی (ایالات متحده و کانادا) و ۴۸۷٫۵ میلیون دلار در بازارهای بین‌المللی فروش داشت و در مجموع به ۹۳۵٫۳ میلیون دلار در سطح جهانی رسید. این میزان فروش، آن را به پرفروش‌ترین فیلم سال ۲۰۰۴ و همچنین پرفروش‌ترین فیلم در کل فرنچایز تبدیل کرد. این فیلم در فهرست پرفروش‌ترین فیلم‌های تاریخ، در رتبه ۱۴ در گیشه داخلی و ۴۲ در گیشه جهانی قرار دارد. همچنین، تخمین زده می‌شود که در ایالات متحده حدود ۷۱,۰۵۰,۹۰۰ بلیت از این فیلم به فروش رفته است.
این فیلم رکورد پرفروش‌ترین فیلم پویانمایی تاریخ را که قبلاً در اختیار در جستجوی نمو (۲۰۰۳) بود، شکست. با این حال، در جستجوی نمو همچنان در فروش بین‌المللی به‌تنهایی درآمد بیشتری داشت. همچنین، با احتساب فروش دی‌وی‌دی و محصولات مرتبط با شرک ۲ که تخمین زده می‌شود حدود ۸۰۰ میلیون دلار درآمد ایجاد کرده باشد، این فیلم (که با بودجه ۱۵۰ میلیون دلار تولید شده بود) به سودآورترین فیلم در تاریخ دریم‌ورکس تبدیل شد.
شرک ۲ تا زمان اکران داستان اسباب‌بازی ۳ (۲۰۱۰)، پرفروش‌ترین فیلم پویانمایی تاریخ در سراسر جهان باقی ماند. همچنین، این فیلم تا اکران در جستجوی دوری (۲۰۱۶)، رکورد پرفروش‌ترین فیلم پویانمایی در گیشه آمریکای شمالی را در اختیار داشت. این فیلم همچنین تا سال ۲۰۲۳، پرفروش‌ترین فیلم پویانمایی غیر دیزنی در آمریکای شمالی بود، تا اینکه این عنوان را به فیلم برادران سوپر ماریو واگذار کرد. علاوه بر این، پرفروش‌ترین فیلم پویانمایی غیر دیزنی در سراسر جهان نیز بود تا اینکه در سال ۲۰۱۳، من نفرت‌انگیز ۲ این رکورد را شکست.

### پاسخ انتقادی
شرک ۲ نقدهای مثبتی از منتقدان دریافت کرد. این فیلم در راتن تومیتوز بر اساس ۲۳۹ نقد، امتیاز ۸۹٪ را کسب کرده و میانگین امتیاز آن ۷٫۷ از ۱۰ است. اجماع منتقدان درباره‌ این فیلم چنین است: «ممکن است به اندازه‌ نسخه‌ اصلی تازه نباشد، اما طنز به‌روز و شخصیت‌های فرعی رنگارنگ، شرک ۲ را به یک موفقیت مستقل تبدیل کرده‌اند.» در متاکریتیک، این فیلم امتیاز ۷۵ از ۱۰۰ را بر اساس ۴۰ نقد به‌دست آورده که نشان‌دهنده‌ «نقدهای عموماً مثبت» است. همچنین، مخاطبان شرکت‌کننده در نظرسنجی سینماسکور به فیلم نمره‌ "A" در مقیاس A+ تا F دادند.
راجر ایبرت به فیلم ۳ از ۴ ستاره داد و آن را «روشن، پرجنب‌وجوش و سرگرم‌کننده» توصیف کرد. رابرت دنرستاین از دنور راکی ماونتین نیوز آن را «بسیار بامزه» نامید. جیمز کندریک از کیونتورک از داستان فیلم تمجید کرد و آن را «آشنا اما خنده‌دار» دانست. جی آر. جونز از شیکاگو ریدر فیلم را «یک سرگرمی بی‌نقص برای خانواده‌ها» معرفی کرد. مایکل او. سالیوان از واشینگتن پست گفت که این فیلم «بهتر و خنده‌دارتر از نسخه‌ اصلی» است.
اگرچه کوین لالی از مجله بین‌المللی فیلم نوشت که این فیلم به خوبی نسخه‌ اول نیست، اما آن را «خلاقانه و اغلب بسیار خنده‌دار» توصیف کرد. از سوی دیگر، پیتر راینر از مجله نیویورک اظهار داشت که فیلم «بخش زیادی از جذابیت نسخه‌ اول را که آن را به یک ماجراجویی لذت‌بخش تبدیل کرده بود، از بین می‌برد.»
شان ناتون از کمپلکس این فیلم را «یکی از بهترین دنباله‌های پویانمایی تاریخ» دانست.

### تمجیدات
شرک ۲ نامزد دریافت جایزه‌ نخل طلا در جشنواره فیلم کن ۲۰۰۴ شد. در سی و یکمین دوره جوایز برگزیده مردم، این فیلم پنج جایزه دریافت کرد: بهترین فیلم پویانمایی، بهترین شخصیت پویانمایی برای «خر» (ادی مورفی)، بهترین فیلم کمدی، بهترین شخصیت منفی برای «فرشته‌ نجات» (جنیفر ساندرز) و بهترین دنباله‌ سینمایی. این فیلم همچنین برنده‌ جایزه برگزیده نوجوان در بخش بهترین فیلم کمدی شد. در سومین دوره جوایز انجمن جلوه‌های بصری، این فیلم در بخش «بهترین اجرای یک شخصیت پویانمایی در یک فیلم پویانمایی» نامزد شد.
شرک ۲ به همراه داستان کوسه، نامزد جایزه اسکار بهترین فیلم پویانمایی بلند شد، اما این جایزه را به شگفت‌انگیزان واگذار کرد. ترانه‌ «تصادفاً عاشق» از این فیلم، نامزد جایزه اسکار بهترین ترانه‌، جایزه گلدن گلوب بهترین ترانه‌ غیراقتباسی و جایزه گرمی بهترین ترانه‌ ساخته‌شده برای فیلم یا تلویزیون شد.
در سال ۲۰۰۸، انستیتوی فیلم آمریکا این فیلم را برای فهرست ۱۰ فیلم برتر پویانمایی تاریخ نامزد کرد.

## دنباله‌ها و اسپین‌آف‌ها
شرک ۲ با دو دنباله دنبال شد؛ شرک ۳ در ۱۸ مه ۲۰۰۷ و شرک برای همیشه در ۲۱ مه ۲۰۱۰ منتشر شدند. همچنین، فیلم پنجم شرک در حال توسعه است و قرار است در ۱ ژوئیه ۲۰۲۶ منتشر شود.
فیلم اسپین‌آف گربه چکمه‌پوش در ۲۸ اکتبر ۲۰۱۱ منتشر شد و بر شخصیت گربه چکمه‌پوش تمرکز دارد که برای اولین بار در شرک ۲ معرفی شده بود. در ۶ نوامبر ۲۰۱۸، ورایتی گزارش داد که کریس ملداندری مأمور بازسازی مجموعه‌های شرک و گربه چکمه‌پوش شده است و احتمالاً بازیگران اصلی نیز بازمی‌گردند. فیلم گربه چکمه‌پوش: آخرین آرزو در ۲۱ دسامبر ۲۰۲۲ منتشر شد. این فیلم به جای بازسازی، یک دنباله بر داستان گربه چکمه‌پوش است.